# 滨洲铁路桥
45°47′12″N 126°37′03″E / 45.7866°N 126.6176°E

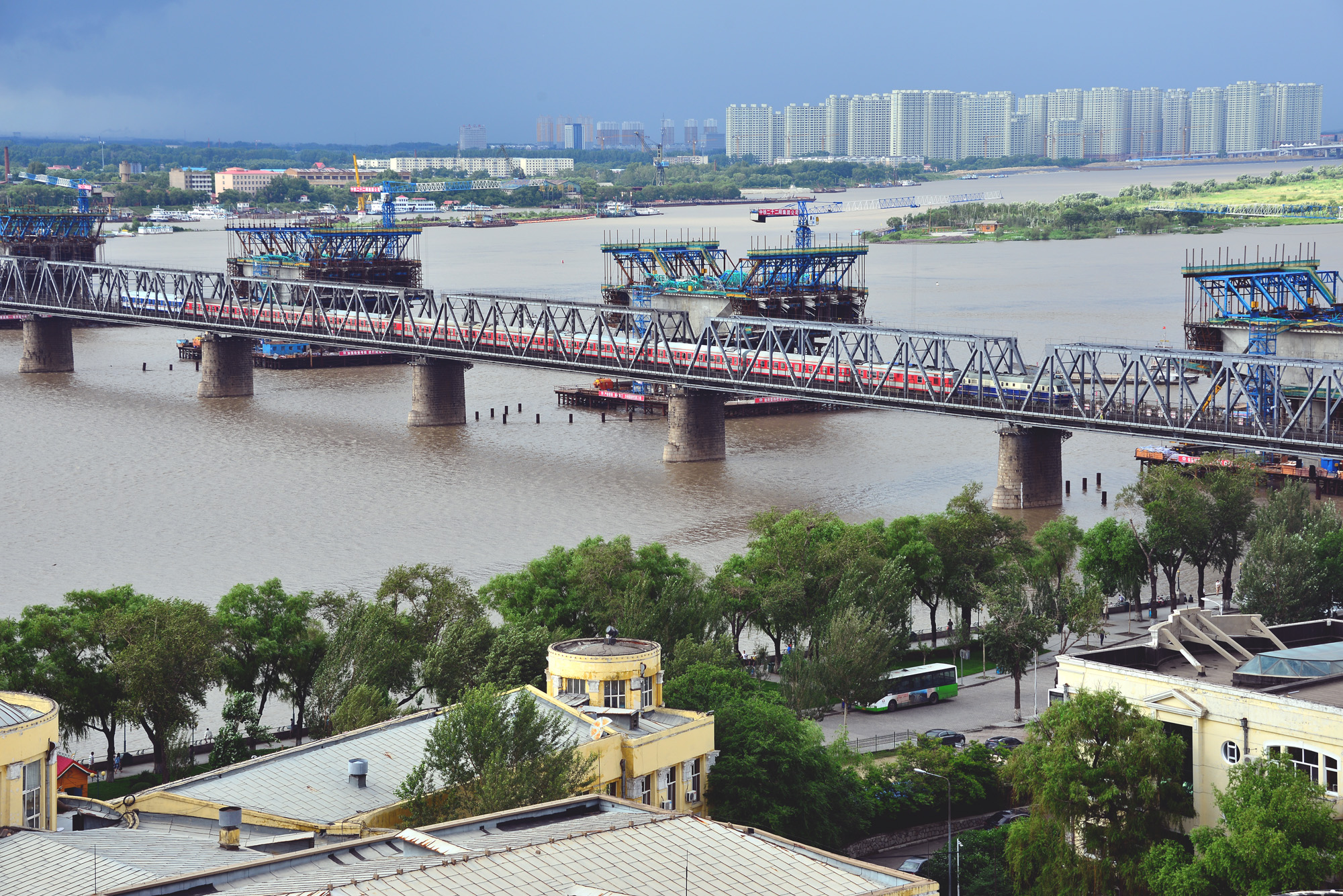
滨洲铁路桥与建设中的哈尔滨松花江铁路特大桥（2012年7月）

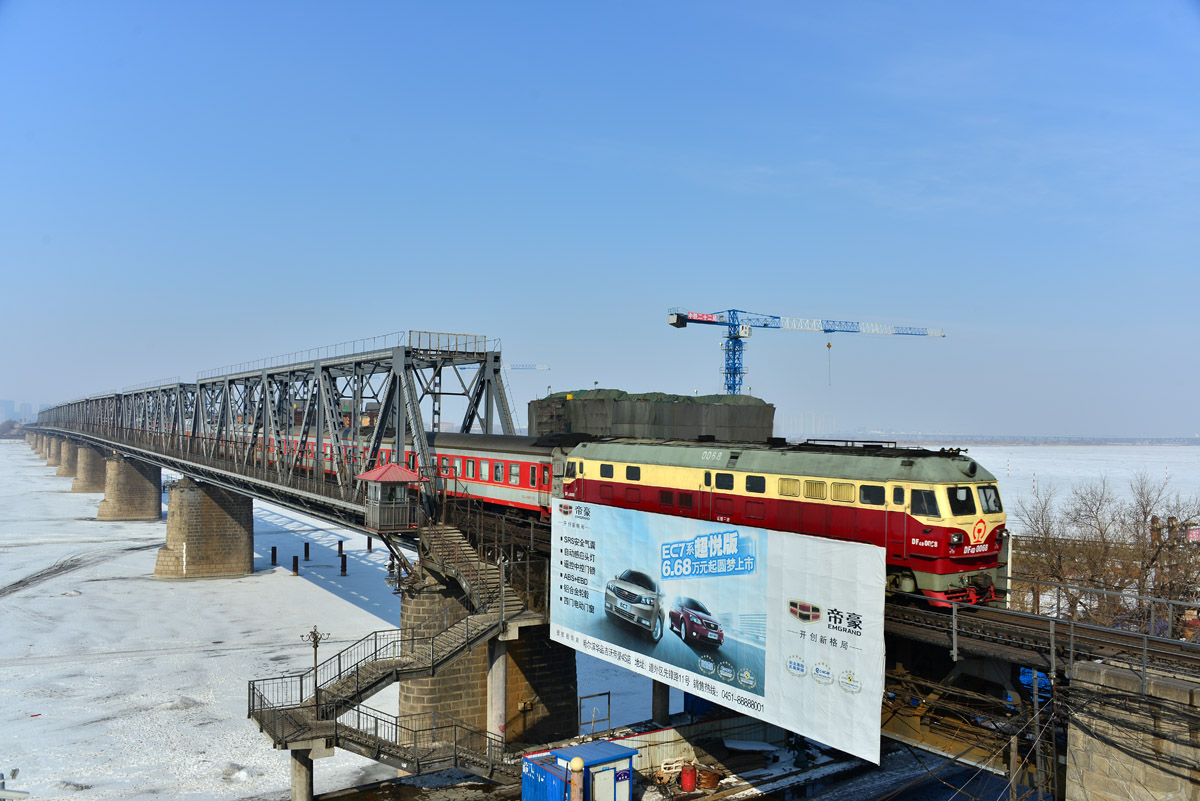
K7108次列车通过滨洲线松花江铁路大桥（2012年3月）

滨洲铁路桥，全名“中东铁路哈尔滨松花江大桥”，俗稱老江橋，是一座跨越松花江的铁路桥梁，位于滨洲线2.741公里处，是黑龙江省哈尔滨市道里区与道外区的分界线。全桥采用石墩钢筋结构，全长1050.87米，宽7.2米，共有19孔。

## 历史
滨洲铁路桥于1898年开始设计、勘测，1900年5月16日开工建设，1901年8月23日完工，同年10月2日通车，是哈尔滨第一座跨江桥梁。桥面铺设单线铁道，设计时速50公里。
1962年11月21日起该桥进行全面大修，同时在桥的两侧各增设了宽1.2米的人行副桥。1964年5月20日，大修工程完工。此后在1971年和2008年，该桥又进行过整体维护。
1998年中国水灾后，铁路部门于2001年起实施滨洲、滨北铁路路基改桥工程。该工程在既有滨洲铁路桥北侧2公里处增建一座长444米的双线铁路桥代替原单线铁路路基，使得松花江北岸大堤得以北移，增加了松花江哈尔滨段的洪峰通过能力。工程开通后原松北站封闭，老桥北岸桥头新建松北信号所。
2007年起，哈齐客运专线开始前期规划，设计方案中，滨洲铁路桥将被拆除，并在原址新建铁路桥。但此方案遭到哈尔滨市文物保护工作者和部分市民的反对。2009年，哈尔滨市文化局将该桥作为不可移动文物记录在案。后经文物保护工作者的努力，哈齐客运专线最终方案确定保留滨洲铁路桥作为景观桥，停止铁路运输，并在下游59.34米处新建哈尔滨松花江铁路特大桥以满足哈齐客运专线的运输需要。
2014年4月10日，因滨洲铁路桥封闭，之前途经旧桥的旅客列车改经王万铁路或滨北铁路滨北桥迂回运行，也有部分列车改经通让铁路运行。2014年12月10日，新建松花江特大桥普速线开通。2016年11月9日，原滨洲铁路桥以中东铁路博物馆观光步行桥的形式对游客开放，原有的钢轨改建为玻璃栈道。

## 改建
哈尔滨市政府委托哈尔滨工业大学城市规划设计研究院编制了《中东铁路建筑群——滨洲线松花江铁路大桥修缮工程设计方案》。2015年，市住房和城乡建设委员会启动滨洲线松花江铁路大桥及其附属线路建设中东铁路公园项目，连接道里、道外、太阳岛和松北4个区域。桥上设置了三处钢化玻璃透空展示区，透过玻璃向下可看到铁轨、枕木、钢梁等原桥风貌及松花江面。2018年，包括老江桥在内的中东铁路公园二期工程完工，构成了跨越松花江的环形行人慢行路线。

## 相关参考
1. 1 2  . 中国新闻网. 中国文化报.   [2025-04-09]. （原始内容存档于2025-04-09）.
2. ↑  .   [2010-08-04]. （原始内容存档于2016-03-05）.
3. ↑  . 哈尔滨日报 (新浪网). 2001-08-28  [2022-06-24]. （原始内容存档于2022-06-24）.
4. ↑  《中国铁道年鉴》编辑部. . 铁道部档案史志中心. 2004. ISSN 1009-6957.
5. ↑  松花江铁路大桥申报文保单位[永久]
6. ↑  .   [2010-08-04]. （原始内容存档于2019-08-15）.
7. ↑  王栋梁. . 中国新闻社. 2014-04-10  [2023-07-10]. （原始内容存档于2023-07-10）.
8. ↑  . 哈尔滨日报. 2014-04-10  [2023-07-10]. （原始内容存档于2014-08-15）.
9. ↑  . 生活报. 2014-12-10  [2023-07-10]. （原始内容存档于2023-07-10）.
10. ↑  高宏菲. . 黑龙江晨报. 2016-11-09  [2023-07-10].[]
11. ↑  刘述波 李毅. . 凤凰网.   [2018-12-20]. （原始内容存档于2020-12-16）.
12. ↑  邢汉夫. . 黑龙江日报.   [2018-12-20]. （原始内容存档于2019-08-13）.